# Jan Rubens

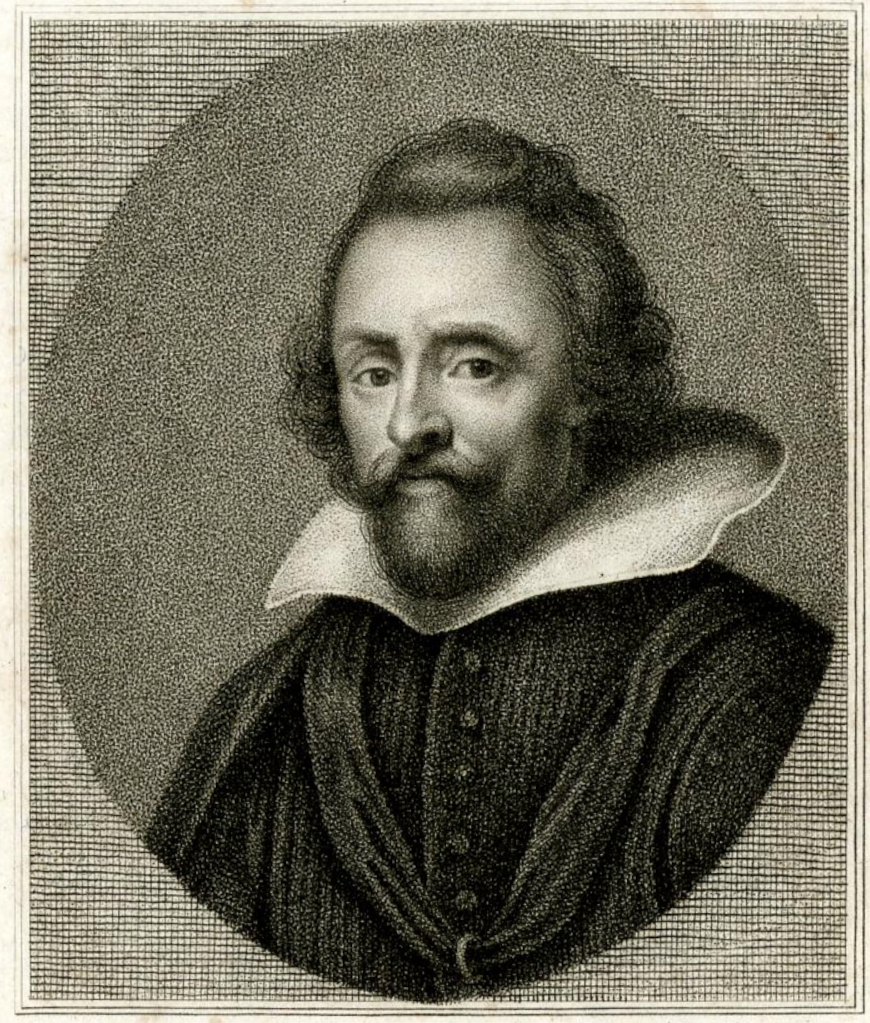
Portret van Jan Rubens, naar schilderij van Peter Paul Rubens

Jan Rubens (1530 – Keulen, 1587) was een advocaat en Antwerps schepen. Hij was de vader van de schilder-diplomaat Peter Paul Rubens en de oudheidkundige en filoloog Philip Rubens. Hij verwekte een kind bij de wettige tweede echtgenote van Willem van Oranje, Anna van Saksen (1544-1577).

## Loopbaan
Jan Rubens was de zoon van apotheker Bartholomeus Rubens en Barbara Arents Spierinck. Hij was van 7 mei 1562 tot mei 1568 schepen in Antwerpen. Naast schepen was Rubens ook advocaat. In de functie van schepen moest hij de Spaanse wetten toepassen, maar hij bestreed deze onderhands. Hij onderhandelde namelijk ook met Willem van Oranje, die zich in 1566 in Antwerpen bevond. In die periode werd Rubens calvinist. Vanwege zijn nieuwe geloof voelde Rubens zich genoodzaakt met zijn vrouw in 1568 Antwerpen verlaten. Zij vluchtten naar Keulen.

## Huwelijk en kinderen
Op 29 november 1561 trouwde Jan Rubens met Maria Pypelinckx (Kuringen, 1538 - Antwerpen, 19 oktober 1608). Kinderen waren: 
1. Jan-Baptist (Antwerpen 1562)
2. Blandina (Antwerpen 1564)
3. Clara (Antwerpen 1565)
4. Hendrik (Antwerpen 1567)
5. Philip (naar eigen zeggen in Keulen geboren 1574[2])
6. Peter Paul Rubens, de wereldberoemde schilder. Hij werd geboren toen zijn vader voor tien jaar in verbanning in Siegen verbleef en traditioneel wordt hiervoor 28 juni 1577 als geboortedatum aangenomen.
7. Bartholomeus (1581), geboren nadat het gezin in 1578 opnieuw naar Keulen was verhuisd

## Buitenechtelijke relatie
Tijdens zijn huwelijk en voordat zoon Peter Paul was geboren, had Rubens een buitenechtelijke relatie met Anna van Saksen, de toenmalige tweede vrouw van Willem van Oranje. Hij was haar juridisch adviseur. Samen kregen zij op 22 augustus 1571 een buitenechtelijk kind, Christina van Dietz. Zij werd de eerste jaren opgevoed door haar moeder en vervolgens grootgebracht door Jan de Oude op Slot Dillenburg. Daar trouwde zij met Johann Wilhelm von Welschenengst-Bernkott.
Rubens werd vanwege de zwangerschap van Anna in maart 1571 gearresteerd bij het betreden van Nassaus grondgebied en vastgezet in slot Dillenburg. Hardhandige verhoren brachten hem tot bekentenis. Hij werd ter dood veroordeeld, maar kwam in 1573 vrij onder betaling van een borgsom en tegen de belofte zich in Siegen te vestigen. Hij dankte dit aan de vergevingsgezindheid van zijn vrouw Maria en aan het feit dat Oranje het schandaal binnenskamers kon houden. Pas in de 19e eeuw zou het aan het licht komen. Na tien jaar in Siegen vertrok Rubens weer naar Keulen, waar hij in 1587 overleed.

## Wetenswaardig
De portretten van de beide ouders van Jan Rubens bevinden zich in het Rubenshuis te Antwerpen. Zij werden geïdentificeerd aan de hand van de afgebeelde wapens.